# Elecciones parlamentarias de Dinamarca de 1935
Las elecciones parlamentarias de Dinamarca fueron realizadasel 22 de octubre de 1935, a excepción de las Islas Feroe, quienes la realizaron el 11 de noviembre. Los Socialdemócratas liderados por el Primer ministro Thorvald Stauning, se posicionaron como el partido político más grande del Folketing, obteniendo 68 de los 149 escaños.La participación electoral fue de un 80.7% en Dinamarca continental y un 55.4% en las Islas Feroe. Fueron en estas elecciones en donde los socialdemócratas utilizaron el eslogan "Stauning o el Caos".

## Resultados

### Dinamarca
| Partido                           | Votos     | %    | Escaños | +/–   |
| --------------------------------- | --------- | ---- | ------- | ----- |
| Socialdemócratas                  | 759.102   | 46.1 | 68      | +6    |
| Partido Popular Conservador       | 293.393   | 17.8 | 26      | –1    |
| Venstre                           | 292.247   | 17.8 | 28      | –10   |
| Partido Social Liberal            | 151.507   | 9.2  | 14      | 0     |
| Partido de los Granjeros          | 52.793    | 3.2  | 5       | Nuevo |
| Partido Justicia                  | 41.199    | 2.5  | 4       | 0     |
| Partido Comunista                 | 27.135    | 1.9  | 2       | 0     |
| Partido Nacionalsocialista Obrero | 16.257    | 1.0  | 0       | 0     |
| Partido Schleswig                 | 12.617    | 0.8  | 1       | 0     |
| Partido Sociedad                  | 188       | 0.0  | 0       | Nuevo |
| Votos en blanco/nulos             | 4.649     | –    | –       | –     |
| Total                             | 1.651.132 | 100  | 148     | 0     |
| Fuente: Nohlen & Stöver           |           |      |         |       |

### Islas Feroe
| Partido                   | Votos | %    | Escaños | +/– |
| ------------------------- | ----- | ---- | ------- | --- |
| Venstre-Partido Unionista | 2.732 | 41.2 | 1       | 0   |
| Independientes            | 2.179 | 32.9 | 0       | 0   |
| Partido de la Igualdad    | 1.717 | 25.9 | 0       | 0   |
| Votos en blanco/nulos     | 35    | –    | –       | –   |
| Total                     | 6,663 | 100  | 1       | 0   |
| Fuente: Nohlen & Stöver   |       |      |         |     |